# وادي مور (كشر)

تعديل مصدري - تعديل

وادي مور هي إحدى قرى عزلة العبيسه+العبادلة بمديرية كشر التابعة لمحافظة حجة، بلغ تعداد سكانها 89 نسمة حسب تعداد اليمن لعام 2004.